# Gethyllis latifolia
Gethyllis latifolia là một loài thực vật có hoa trong họ Amaryllidaceae. Loài này được Masson ex Baker mô tả khoa học đầu tiên năm 1885.